# 青い龍
「青い龍」（あおいりゅう）は、EXILE ATSUSHIの楽曲。2014年2月19日に5作目のシングルとしてrhythm zoneから発売された。

## 概要
2ndアルバム『Music』からの先行シングル。
「CD+DVD」、「CDのみ」、「ミュージックカード（全3種）」の5形態でのリリースで、いずれの形態も初回生産限定となっている。「CD+DVD」と「CDのみ」には封入特典としてアナザージャケット2種が封入されている。
表題曲「青い龍」は、フジテレビ系木曜劇場『医龍4〜Team Medical Dragon〜』の主題歌。アルバム『Music』から先行シングルとして発売。
DVDには、表題曲のミュージック・ビデオを収録。また、カップリング曲の「愛燦燦」もミュージック・ビデオが制作されており、アルバム『Music』に収録されている。

## チャート成績
初動で約3.5万枚を売り上げ、2014年3月3日付のオリコンシングル週間ランキングで初登場3位を獲得。

## 収録曲
CD
1. 青い龍 [5:15]
  - 作詞：ATSUSHI、作曲：MATS LIE SKARE, ON SMASH!
2. 愛燦燦 [5:17]
  - 作詞・作曲：小椋佳、編曲：武部聡志, POCHI
3. 青い龍 (Instrumental)
4. 愛燦燦 (Instrumental)

DVD
1. 青い龍 (Video Clip)